# قانون برلين الكبرى
قانون برلين الكبرى ( (بالألمانية: Groß-Berlin-Gesetz)‏، بالكامل القانون المتعلق ببلدية برلين الجديدة (بالألمانية: Gesetz über die Bildung einer neuen Stadtgemeinde Berlin)‏، كان قانونًا أصدرته حكومة فايمار في عام 1920 وسع بشكل كبير حجم العاصمة الألمانية برلين.

## التاريخ

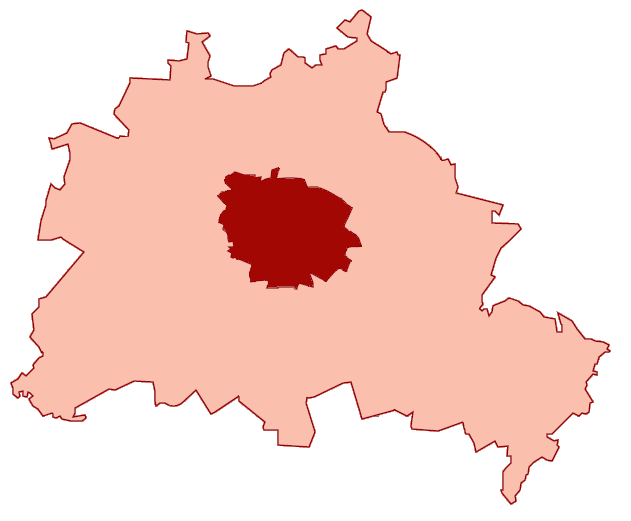
حدود بلدية مدينة برلين قبل 1920 (أحمر داكن) داخل منطقة المدينة الممتدة في برلين الكبرى (أحمر فاتح)

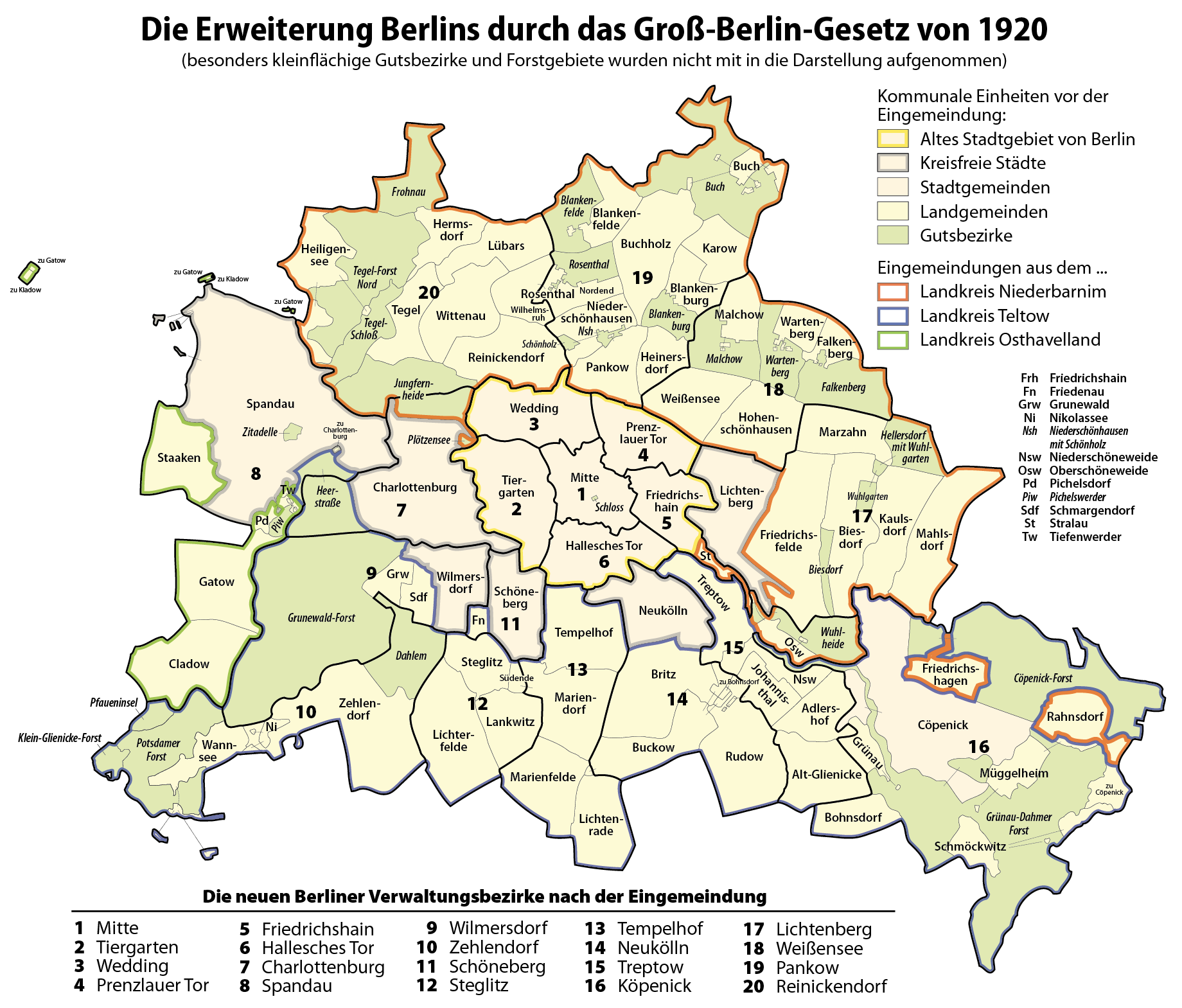
خريطة توضح الأراضي الجديدة التي اندمجت في برلين عام 1920

كانت برلين جزءًا من مقاطعة براندنبورغ منذ عام 1815. في 1 أبريل 1881، أصبحت المدينة ستادتكريس برلين، وهي منطقة مدينة منفصلة عن براندنبورغ. تم تمرير قانون برلين الكبرى من قبل البرلمان البروسي في 27 أبريل 1920 ودخل حيز التنفيذ في 1 أكتوبر من نفس العام. ثم سميت المنطقة أراضي برلين الكبرى المكتسبة من مقاطعة براندنبورغ وتألفت من الآتي:
- مدينة برلين ( Alt-Berlin )؛
- 7 مدن أحاطت ببرلين: شارلوتنبورغ، كوبينيك، ليشتنبيرغ، نويكولن / ريكسدورف، شونبيرج، سبانداو وويلميرسدورف.
- 59 مجتمعًا ريفيًا و27 مقاطعة عقارية من المناطق المحيطة بـ Niederbarnim وOsthavelland وTeltow؛
- وأراضي برلينر ستادشلوس التي شكلت فضولًا حتى هذه اللحظة كمنطقة عقارية في حد ذاتها.

بصرف النظر عن التغييرات الطفيفة، لا تزال حدود المدينة المحددة في القانون كما هي اليوم، على الرغم من أن طابعها قد تغير عدة مرات على مر السنين. في الأصل مجرد حدود بلدية، أصبح خط ترسيم بين مناطق الاحتلال بعد عام 1945، وهو جزء من الستار الحديدي بعد عام 1949 مع جدار برلين على بعض طوله بين عامي 1961 و 1990. منذ إعادة توحيد ألمانيا هي الحدود بين ولايتي برلين وبراندنبورغ الألمانية.

## روابط خارجية
- Verfassungen.de ، نص القانون (in German)